# مارك كيلي (منتج أسطوانات)
مارك كيلي (بالإنجليزية: Mark Kelly)‏ (و. 1961  م) هو منتج أسطوانات، وعازف قيثارة، وعازف بيانو أيرلندي، ولد في دبلن، يستخدم آلات قيثارة.